# 南區 (臺中市)
24°07′15″N 120°39′45″E / 24.1208445°N 120.6624117°E
南區位於臺灣臺中市中心，係由於1946年2月臺中市劃分區域時，其位於臺中市的南端而得名:302，並與中區、東區、西區、北區、北屯區、西屯區、南屯區屬於臺中市都心區域。境內擁有國立中興大學、中山醫學大學與臺中高工等教育機構，以及臺灣高等法院臺中分院、臺中高等行政法院、文化部文化資產局與國立公共資訊圖書館等政府機關，型塑出文風鼎盛的生活圈。

## 歷史
清朝雍正年間(1726年)來自福建永定的江氏家族來台入墾，落腳於現今本區的江川里，是早期開發的重要功臣，曾與霧峰林家，齊名為中部兩大家族。 
光緒11年(1885年) 慈禧太后下詔閩臺分治，9月5日，宣布臺灣建省，首任台灣巡撫劉銘傳，將臺灣省城預定設在橋仔頭（今國光路到臺中路之間，大南門建在現南門里南門路與明德街交叉口，小西門在現積善里國光路與建成路交叉口西南邊）。於1887年在省城所在地新設臺灣府及臺灣縣，預定在橋仔頭（今國立中興大學附近的積善里）籌建臺灣府城，後府城北遷。光緒年間，頂橋仔（南門、積善、國光里附近）開始成為藍興堡人口最多、街市最熱鬧的聚落。這裡當時除了南屯外，是彰化進入臺中市的交通要道與商旅歇息的地方。
日治時期1896年，台灣總督府準備實施的市區改正計畫，民政長官後藤新平採用了巴爾頓（W.K Barton）與濱野彌四郎的「台中市街區劃設計報告書」，將台中市規劃為「棋盤狀」都市。1900年（明治33年）正式公告「台中市區改正」， 將都市發展重心移往中區。1930年，霧峰林家將林氏宗祠 遷建於此，為林氏宗族的祭祀重鎮。1931年8月1日，於老松町設有老松町驛 （約位於今國光路與建國南路口，已廢站）。1943年臺灣總督府高等農林學校（今國立中興大學），從臺北遷校到此區。
1945年第二次世界大戰後，中華民國政府接收日本台灣總督府所轄之區域，將臺中州臺中市的老松町、敷島町、木下町、有明町、下橋子頭、樹子腳、番婆、半平厝以及頂橋子頭部份區域，合併成立臺中市「南區」。戰後本區開始朝工業發展，成為精密機械廠、鐵工發展重鎮（早期的機械、鐵工界稱此區為黑手窟，亦有「武市」盛名），如台中精機 、大立機器…等等，皆於此發跡；目前仍有少數黑手（汽車零件加工業與材料店為主）店在長榮里愛國街與有恆街一帶延續至今，柏油路面鋪蓋的是陳年底存的黑油漬，這裡就是「黑手街」。
歷年所屬行政區列表
| 起訖年份   | 隸屬            | 行政區                                                                                         |
| 1901－1920 | 臺中廳藍興堡    | 頂橋子頭庄、下橋子頭庄、樹子腳、番婆、半平厝                                                       |
| 1920－1935 | 臺中州臺中市    | 台中（部份）、頂橋子頭、下橋子頭、樹仔腳、半平厝、番婆等大字                                   |
| 1935－1945 | 臺中州臺中市    | 第六區：樹仔腳、半平厝、番婆、下橋子頭 第七區：頂橋子頭 第八區：老松町、木下町、敷島町、有明町 |
| 1945－2010 | 臺中市 (省轄市) | 南區                                                                                           |
| 2010－現制 | 臺中市          | 南區                                                                                           |

## 舊地名
- 南門仔：1889年劉銘傳在台中市興建台灣省城，在國立興大附農附近，建築南門城門，防止現在已經移居南投地區的原住民進入台中。現在的南門仔指的是臺中高農南邊至南門橋、南門路到國立中興大學一帶（過南門橋即為大里區）。旱溪流經這裡，民間就叫做南門溪，因為地勢低窪，常有水患，因此有句俗諺說：「南門做水災，車頭到肚臍」。
- 半平厝：半平厝是清朝時的古地名，日治時期也承襲此名稱，臺灣光復後，於民國34年11月改稱西川里。半平厝古地名由來眾說分歧，其共同點，「半平」即閩南語「半邊」的意思，而「半平厝」即半間房子的意思。林衡道教授認為：半平厝位於縱貫鐵路旁邊的田野中，本是一處古聚落，清末霧峰林家後代林朝棟，在此開設租館，租館後來倒了一半，故名半平厝。自清朝以來，以種植蔬菜的佃農居多，是早期蔬菜供應主產地之一；台灣光復後，才逐漸發展工商業。
- 樹仔腳：台中市舊聚落之一，多是林姓族親的後裔，包括今樹義、樹德兩里，其中以正德三巷九號前，參天古榕與樟樹交錯糾盤，並包圍著一座小土地廟，最為有名，清朝進士林剛毅，前市長林柏榕，西藏密宗大師林雲為代表人物。
- 番婆：亦為樹仔腳一部份，其中「樹德居」屋齡有一百多年。前清秀才林耀亭及第一任區長林湯盤是代表人物。
- 下橋子頭：位於旱溪北岸，下橋仔溝兩側，有橋通往烏日、彰化，與頂橋子頭對稱，在清乾隆末年形成聚落，包括今福興、和平、永興、福平四里。

## 地理

### 水文
- 綠川
- 柳川
- 舊旱溪

### 人口
根據臺中市政府民政局統計，2024年底南區戶數約5.4萬戶，人口約12.7萬人。區內人口最多與最少的里分別是樹義里與長春里，2024年底兩里人口分別為15,244人與2,056人，其中樹義里也是臺中市人口第十大里 。2024年底，南區人口中0至14歲人口佔比約有11.21%，15至64歲人口佔比約有73.31%，65歲以上人口則佔比約有15.48%，是臺中市青壯年人口佔比最高的行政區。

## 政治

### 區政組織

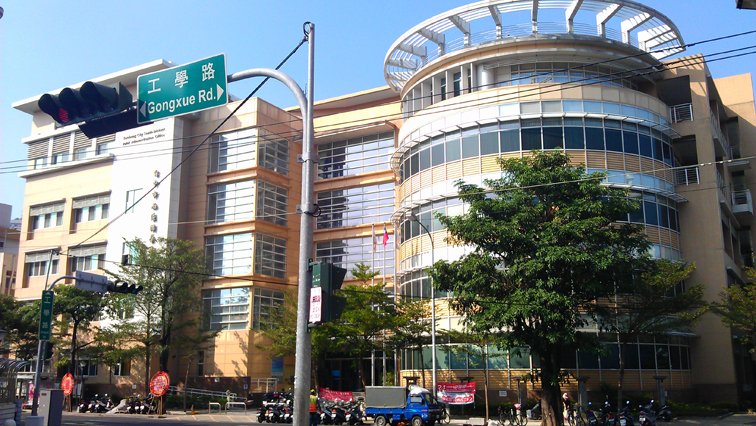
南區區公所

南區區公所是臺中市政府在南區的派出機關，在中華民國政府架構中為市政府綜理區政的執行機關，上級業務監督機關為臺中市政府。区长由市長任命，其任期為無任期保障。在區長及主任秘書之下，設有4課4室等8個內部單位。
南區區長是南區區公所之行政首長，由臺中市市長任命，承市長之命令，綜理區政，並指揮監督所屬員工，現任區長為李美麗。

### 行政區劃
現今南區行政範圍的確立，來自於1946年臺中市調整行政區域時，合併老松町、敷島町、木下町、有明町等4町及下橋子頭、樹子腳、番婆、半平厝等4大字設立的南區:19。南區的行政區劃轄有長春里、長榮里、城隍里、國光里、南門里、德義里、積善里、江川里、新榮里、福興里、福平里、福順里、平和里、和平里、南和里、永和里、永興里、工學里、樹義里、樹德里、崇倫里、西川里等22里，共計608鄰。

## 金融
- 臺灣土地銀行南臺中分行
- 合作金庫銀行南臺中分行、東臺中分行、建成分行、美村分行
- 彰化銀行臺中分行、南臺中分行
- 臺灣中小企業銀行興中分行
- 台中銀行南臺中分行
- 三信銀行國光分行、南門分行
- 玉山銀行烏日分行
- 永豐銀行興大分行
- 新光銀行南臺中分行
- 聯邦銀行興中分行
- 元大銀行復興分行

## 運動
長春國民運動中心

## 教育
南區擁有大專院校2所，分別為國立中興大學及中山醫學大學。高級中學2所，分別為臺中市立臺中工業高級中等學校及臺中市私立明德高級中學（附設國中部與國小部）。其他公立教育機構計有臺中市立崇倫國民中學及臺中市立四育國民中學等2所國民中學，臺中市南區國光國民小學、臺中市南區和平國民小學、臺中市南區信義國民小學、臺中市南區樹義國民小學及臺中市南區樹德國民小學等5所國民小學，以及國立公共資訊圖書館（總館）、臺中市立圖書館南區分館等2所公立圖書館。

## 醫療
- 中山醫學大學附設醫院
- 國立中興大學獸醫教學醫院
- 宏恩醫院
- 宏恩醫院龍安分院
- 國立中興大學附設醫院復興校區智慧醫療園區(計畫中) [13][14]

## 交通

### 軌道運輸

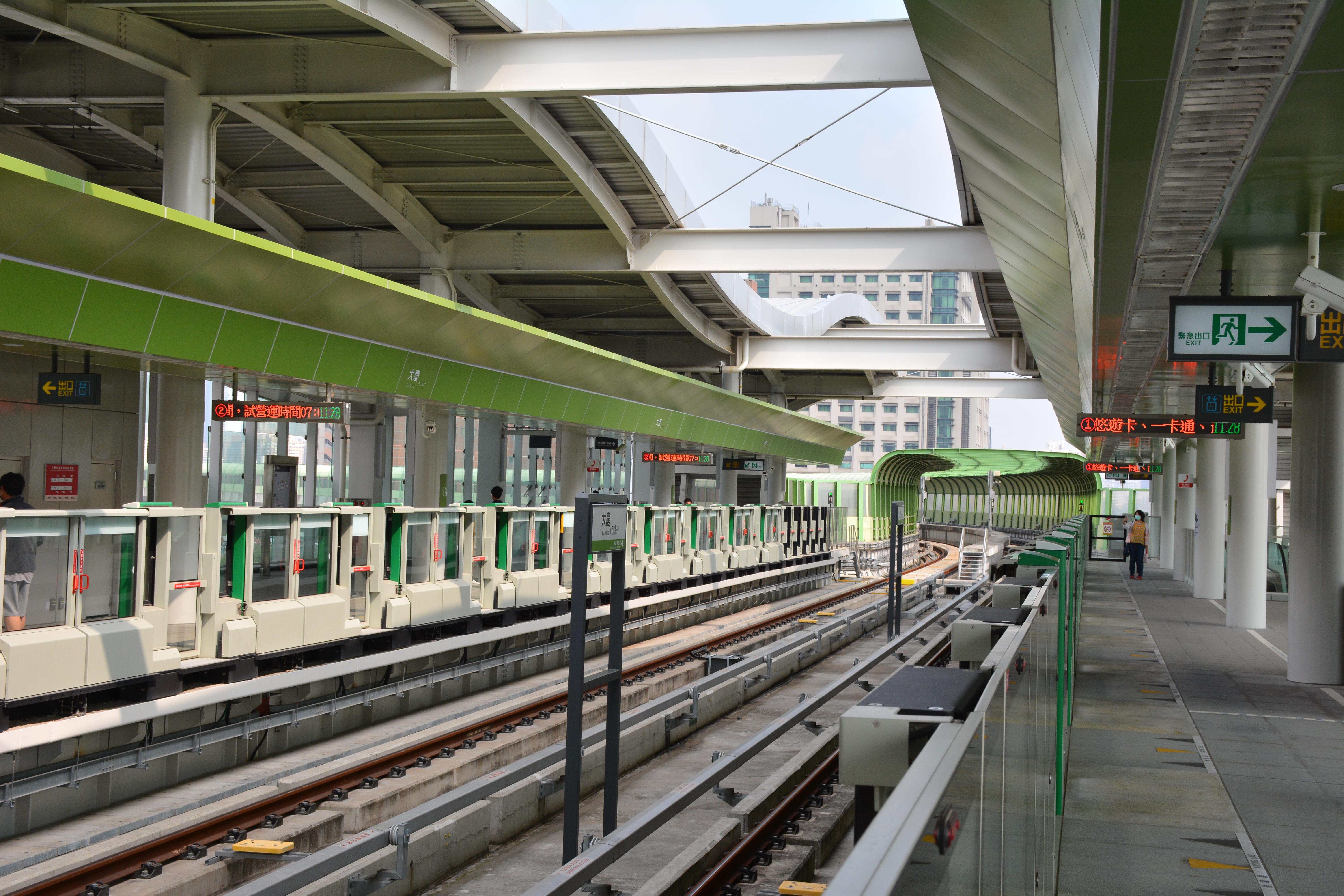
大慶站月台

臺灣鐵路
- 臺中線：大慶車站 – 五權車站

 台中捷運
- 烏日文心北屯線：115 大慶站

### 公路
- Module:Jct第187行Lua错误：bad argument #3 to 'format' (string expected, got table)：
  - 出口 台中端台中端
- 台1乙線
- 台3線
- 市道136號：西區－南區－東區
- 忠明南路
- 工學北路
- 文心南路
- 復興路
- 美村路
- 建成路
- 國光路
- 五權南路
- 工學路
- 高工路
- 南平路
- 復興北路
- 東興路一段(復興路一段/復興路二段-建國南路一段)

### 公共自行車
臺中市公共自行車租賃系統（iBike）是臺中市政府推動的公共自行車租賃系統，2013年6月開始規劃建置，2014年7月18日開始營運，2017年5月16日使用次數突破一千萬人次，南區已於2015年6月10日正式引進YouBike1.0系統，並於2020年12月30日引進YouBike2.0系統，2023年6月28日全面停止營運YouBike1.0系統，改為僅營運YouBike2.0系統。資料截至2024年12月31日，YouBike2.0系統已於南區設有88個站點，並可甲地租車、乙地還車，提供民眾租借使用。

## 旅遊

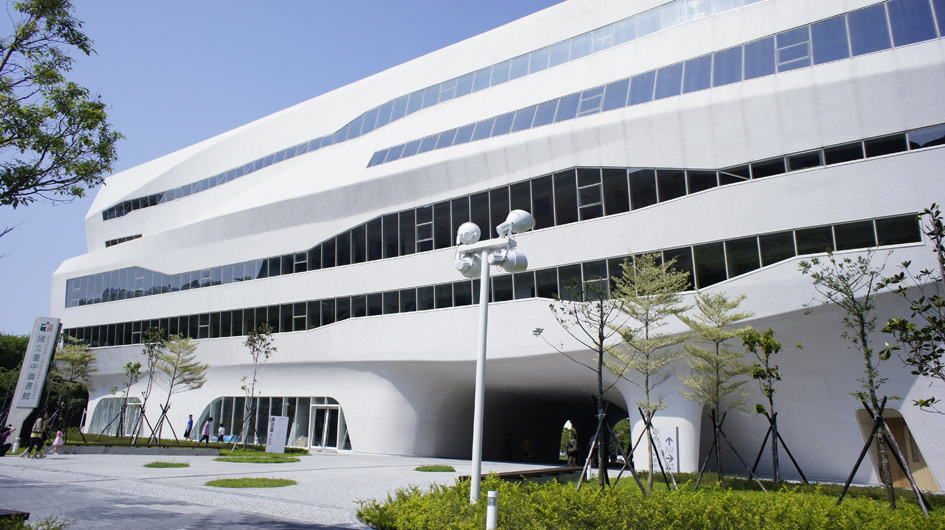
國立公共資訊圖書館總館

### 人文歷史景點
- 忠孝夜市
- 臺中文化創意產業園區（舊台中酒廠，文化部文資局、臺中市文資中心）
- 國立公共資訊圖書館總館
- 臺灣高等法院臺中分院
- 臺中高等行政法院
- 佛教台中蓮社 （页面存档备份，存于）
- 江氏祠堂
- 林氏宗廟
- 台中城隍廟
- 醒修宮
- 闊葉林書店
- 台中福興宮
- 大慶夜市
- 台中國賓戲院

### 自然公園景點
- 夜鷺觀賞台
- 長春公園
- 健康公園
- 南平公園
- 半平厝公園（含陳俊宏銅像）
- 福順公園
- 新榮公園（原陸軍戰車基地勤務處部分舊址）
- 興大園道
- 忠明園道
- 工學北園道
- 南和園道
- 樹義園道
- 頂橋仔遺址

## 外部連結
- 南區區公所 （页面存档备份，存于）